# Навчальні заклади Хіросіми

## Загальні дані
Станом на травень 2007 року в Хіросімі знаходиться:
- 13 університетів, в яких займаються 27 762 осіб.
- 5 коледжів, в яких займаються 2 636 осіб.
- 48 вищих шкіл, в яких займаються 36 271 осіб.
- 76 середніх шкіл, в яких займаються 34 713 осіб.
- 146 початкових шкіл, в яких займаються 69 050 осіб.
- 119 дитячих садків, в яких займаються 17 844 осіб.
- 41 професійно-технічне училище, в якому займаються 9 544 осіб.
- 15 спеціальних шкіл (міжнародних, національних меншин тощо), в якому займаються 2 063 осіб.
- 5 спеціальних шкіл, в яких займаються 723 осіб.

### Університети
Державні
- Хіросімський університет (кампуси Касумі та Хіґасі-Тійода)

Публічні
- Хіросімський міський університет
- Префектурний Хіросімський університет

Приватні
- Університет Дзьоґакуін (広島女学院大学)
- Університет Хідзіяма (比治山大学)
- Хіросімський економічний університет (広島経済大学)
- Хіросімський інститут технологій (広島工業大学)
- Університет Кокусай Ґакуін (広島国際学院大学)
- Хіросімський університет Сюдо (広島修道大学)
- Хіросімський жіночий університет Бункьо (広島文教女子大学)
- Жіночий університет Ясуда (安田女子大学)
- Консерваторія св. Єлизавети (エリザベト音楽大学)

### Коледжі
- Жіночий коледж Судзуґаміне (鈴峯女子短期大学)
- Хіросімський культурний коледж (広島文化短期大学)
- Жіночий коледж Ясуда (安田女子短期大学)
- Автомобільний коледж Університету Кокусай Ґакуін (広島国際学院大学自動車短期大学部)
- Коледж Університету Хідзіяма (比治山大学短期大学部)
- Хіросімська школа Університету малого і середнього бізнесу (中小企業大学校広島校)

### Вищі школи
Державні
- Вища школа при Хіросімському університеті (広島大学附属高等学校)

Публічні
- Вища школа Акі префектури Хіросіма (広島県立安芸高等学校)
- Вища школа Акі-Мінамі префектури Хіросіма (広島県立安芸南高等学校)
- Вища школа Іцукаїті префектури Хіросіма (広島県立五日市高等学校)
- Вища школа Кабе префектури Хіросіма (広島県立可部高等学校)
- Вища школа Ґіон-Кіта префектури Хіросіма (広島県立祇園北高等学校)
- Вища школа Койо префектури Хіросіма (広島県立高陽高等学校)
- Вища школа Койо-Хіґасі префектури Хіросіма (広島県立高陽東高等学校)
- Вища школа Сіракі префектури Хіросіма (広島県立白木高等学校)
- Вища школа Нісі префектури Хіросіма (広島県立西高等学校)
- Вища школа Хіросіма-Іноґуті префектури Хіросіма (広島県立広島井口高等学校)
- Вища школа Хіросіма-Каннон префектури Хіросіма (広島県立広島観音高等学校)
- Вища школа Хіросіма-Кокутайдзі префектури Хіросіма (広島県立広島国泰寺高等学校)
- Вища школа Хіросіма-Мінамі префектури Хіросіма (広島県立広島皆実高等学校)
- Вища школа Ясуфуруїті префектури Хіросіма (広島県立安古市高等学校)
- Вища школа Ясунісі префектури Хіросіма (広島県立安西高等学校)
- Вища школа Юкі-Мінамі префектури Хіросіма (広島県立湯来南高等学校)
- Вища школа Хіросіма-Коґьо префектури Хіросіма (広島県立広島工業高等学校)
- Вища школа Хіросіма-Сьоґьо префектури Хіросіма (広島県立広島商業高等学校)
- Середня і вища школа Аса-Кіта міста Хіросіма (広島市立安佐北中学校・高等学校)
- Вища школа Нумата міста Хіросіма (広島市立沼田高等学校)
- Вища школа Фунаірі міста Хіросіма (広島市立舟入高等学校)
- Вища школа Місудзуґаока міста Хіросіма (広島市立美鈴が丘高等学校)
- Вища школа Мотоматі міста Хіросіма (広島市立基町高等学校)
- Вища школа Хіросіма-Коґьо міста Хіросіма (広島市立広島工業高等学校)
- Вища школа Хіросіма-Сьоґьо міста Хіросіма (広島市立広島商業高等学校)
- Вища школа Отематі міста Хіросіма (広島市立大手町商業高等学)

Приватні
- Середня і вища школа Дзьоґакуін (広島女学院中学校・高等学校)
- Середня і вища школа AICJ (AICJ中学校・高等学校)
- Вища школа Корьо (広陵高等学校)
- Середня і вища школа «Санйо Ґакуен» (山陽学園)
- Вища школа Хіросіма-Ґакуін (広島学院高等学校)
- Вища школа Сюдо (広島学院高等学校)
- Вища школа Хіросімадзьо-Кіта (広島城北高等学校)
- Вища жіноча школа Сінтоку (進徳女子高等学校)
- Вища школа Сетоуті префектури Хіросіма (広島県瀬戸内高等学校)
- Середня і вища школа «Сотоку Ґакуен» (崇徳学園)
- Середня і вища школа Чистого серця Нашої Панни (ノートルダム清心中学校・高等学校)
- Вища школа Денеб (デネブ高等学校)
- Вища жіноча школа Хідзіяма (比治山女子高等学校)
- Вища школа Намікі-Ґакуін (並木学院高等学校)
- Вища школа Хіросімського інституту технологій (広島工業大学高等学校)
- Вища школа Хіросіма-Сакураґаока (広島桜が丘高等学校)
- Вища школа при Хіросімському жіночому університеті Бункьо (広島文教女子大学付属高等学校)
- Середня і вища жіноча школа Ясуда (安田女子中学校・高等学校)
- Середня і вища жіноча школа Хіросіма-Наґіса (広島なぎさ中学校・高等学校)